# 萨格勒布足球俱乐部
薩格勒布足球俱樂部（NK Zagreb）是一間位於克羅地亞薩格勒布的足球會。
薩格勒布前身為成立於1903年的PNIŠK (全名：Prvi Nogometni i Športski Klub，解作第一足球及體育會)，是克羅地亞歷史最悠久的體育俱樂部。自從克羅地亞於1991年從南斯拉夫宣佈獨立，NK薩格勒布成為克羅地亞最成功的足球會之一，2002年首次奪得克羅地亞甲組聯賽冠軍，亦是至今克羅地亞兩支班霸哈伊杜克和萨格勒布迪纳摩以外唯一一支獲得克羅地亞甲組聯賽冠軍球隊。

## 榮譽
- 克羅地亞甲組足球聯賽冠軍（1 次）
  - 2001–02

## 外部連結
- 官方網站 （页面存档备份，存于）